# ご存知!夢芝居一座
『ご存知!夢芝居一座』（ごぞんじ ゆめしばいいちざ）は、小池倫代作・伏見悦男演出による日本の舞台作品。2006年10月2日から同年10月25日まで帝国劇場で上演された。

## 概要
セリフの間の上手さで笑いを呼ぶ浜木綿子と、ものまね芸で培った人間観察を武器にするコロッケの喜劇を得意にする2人の役者が、東京・帝国劇場で上演した本作品で初共演した。コロッケは、本公演に臨むに際し、「でも今度は芝居。ものまねは人物のデフォルメですが、芝居はリアルさ。人間観察や間のとり方は、経験を生かせるかもしれないが、分野は全く違う」「人物造形の面白さで笑いを呼ぶ浜さんと共演したかった」と述べている。 

## ストーリー
とある児童福祉施設で姉弟のように育った、さくらとまことは成長後に、旅芝居の一座を結成し成功する。しかし、まことが人気タレントに転向して一座は空中分解。引退したさくらは鄙びた温泉街に落ちのびる。

## キャスト
- 花房さくら：浜木綿子（少女時代：小倉唯[3]、丸山信穂）
- 桂木まこと：コロッケ（少年時代：伊藤瑞稀、工藤和弥）
- 辰巳紘平：篠田三郎
- 畑中里子：丹阿弥谷津子
- 畑中いづみ：小野真弓
- 女形の千代丸：曾我廼家文童

## スタッフ
- 作：小池倫代
- 演出：伏見悦男
- 美術：石井みつる
- 音楽：甲斐正人
- 照明：林順之
- 効果：岡田俊道
- 振付：若柳禄寿、玉置千砂子
- 演出捕：岡本栄策
- 演出部：砂川幸子、時枝政俊、三宅崇司
- 制作：田口豪孝、細川潤一、斎藤安彦
- 制作補：小嶋麻倫子